# Абека-Лапаз
Абека-Лапаз — міська територія  в Аккрській метрополії, Великого Аккрського регіону Гани.